# 1905

## أحداث
- تأسيس مدينة جينرال بيكو وتقع حاليا في الأرجنتين.
- تأسيس مدينة إلدوريت [الإنجليزية] وتقع حاليا في كينيا.
- تأسيس مدينة سان أنطونيو أويستي [الإنجليزية] وتقع حاليا في الأرجنتين.
- تأسيس مدينة لاهتي وتقع حاليا في فنلندا.
- تأسيس مدينة نظام أباد وتقع حاليا في الهند.
- تأسيس مدينة إمبالمي وتقع حاليا في المكسيك.
- تأسيس مدينة لوساكا وتقع حاليا في زامبيا.
- تأسيس مدينة نيلسبرويت وتقع حاليا في جنوب أفريقيا.
- تأسيس مدينة أرال، كازاخستان وتقع حاليا في كازاخستان.
- تأسيس مدينة الغردقة وتقع حاليا في مصر.
- 2 يناير: نهاية حصار ميناء آرثر والذي بدأ في 1 أغسطس 1904.
- نهاية الحرب الروسية اليابانية في 5 سبتمبر 1905 والتي بدأت في 8 فبراير 1904.
- انفجار بركاني ضخم جدا يتسبب في وفاة سكان مدينة سانت بيرت.

## مواليد
- آرثر آربري
- آرثر دايفس
- أحمد أبوبكر النقيب
- أحمد البشر الرومي
- أرتم إيفانوفيتش ميكويان
- أستريد من السويد
- ألبرت شبير
- إلياس كانيتي
- إميليو سيغري
- الشيخ عبد العزيز سمك
- باهور لبيب
- بيار الجميل
- تاكيو فوكودا
- جان بول سارتر
- جريتا جاربو
- جوان كراوفورد
- جورج شحاتة قنواتي
- جورج شحادة
- جيغمي وانغشوك
- جيمس جي برادوك
- جيمس ويليام فولبرايت
- حسين نيهال أتسز
- داغ همر شولد
- زكي نجيب محمود
- زهرة الفاسية
- سليمان بن سليمان
- سيفيرو أوتشوا
- سیمو هاوها
- شخبوط بن سلطان آل نهيان
- شفيق المعلوف
- صائب سلام
- عادل عسيران
- عبد الفتاح القصري
- عبد الله الأحمد الجابر الصباح
- عبد الله النوري
- عبد الوهاب آشي
- عثمان أمين
- عفت ناجي
- عين راند
- فاسيلي ليونتييف
- فردوس حسن
- فليكس بلوخ
- فيرنون والاس طومسون
- فيكتور فازاريلي
- كارل أندرسون
- كريستيان ديور
- كلارا بوو
- لف نوسيمباوم
- ماري منيب
- ماريان رييفسكي
- ماريو سبيروني
- مجد الدين المؤيدي
- محمد الأمين الشنقيطي
- محمد سعيد العريان
- محمد سليمان الجراح
- محمد فريد النحاس
- مختار التتش
- مصطفى إسماعيل (مقرئ)
- ميخائيل شولوخوف
- ناظم القدسي
- نجاتي صدقي
- نيفيل موت
- هنري فوندا
- هوارد هويز
- والتر زاب
- يحيى حقي
- بترو الطرابلسي
- 28 مايو - سادا آبه غيشا وعاهرة يابانية.
- مالك بن نبي من أعلام الفكر الإسلامي العربي في الجزائر في القرن العشرين.
- إبراهيم طوقان
- 22 أكتوبر - [وضح من هو المقصود ؟] الفيزياء الأمريكي كارل جانسكي.

## وفيات
- أديلايد إرنروث
- أوتو إريش هارتليبن
- إرنست كارل آب
- اونجكن فلهام
- جول فيرن
- كزافيي كبولاني
- لويس والاس
- محمد عبده
- هنري هوارد
- ويليام موير
- أحمد بن أمين عبد الشكور
- ياكوب كرال، عالم مصريات نمساوي.

## نال جائزة نوبل
- في الفيزياء – الألماني فيليب أنتون لينارد.
- في الكيمياء – الألماني أدولف فون باير.
- في الطب – الألماني روبرت كوخ.
- في الأدب – البولندي هنريك سينكيفيتش.
- في السلام – النمسا-المجرية برتا فون سوتنر.